# Bendōwa
Bendōwa (辨道話), ou "Discurso sobre a Prática do Caminho" é um influente ensaio escrito por Dōgen, o fundador da escola Sōtō do Zen Budismo no Japão.

## Referência
1. ↑  «Bendōwa». Encyclopedia of Buddhism (em inglês). Consultado em 27 de dezembro de 2022